# Noah Stoffers
Noah Stoffers (* 1982 in Hamburg) ist ein deutscher Schriftsteller und Lektor.

## Leben und Werk
Stoffers schrieb seit 2004 für verschiedene Zeitungen. Seit 2013 schreibt er auch Romane für Jugendliche und Erwachsene, hauptsächlich in den Genres History und Fantasy.
Stoffers gab 2021 zusammen mit Aşkın-Hayat Doğan die Anthologie Urban Fantas Going Queer heraus, die 2022 den zweiten Platz beim Goldenen Stephan in der Kategorie Beste Anthologie gewann. Er wirkte mit Kurztexten an verschiedenen Anthologien mit, darunter auch mit Sachtexten, wie in Vielfalt: Das andere Wörterbuch oder Leitfaden Freies Lektorat. Sein Fantasy-Roman A Midsummer’s Nightmare stieg bei Erscheinen im Februar 2024 auf Platz 6 der Spiegel-Bestsellerliste in der Kategorie Paperback ein.
Stoffers veröffentlichte früher auch unter dem Namen Sarah Stoffers. Er identifiziert sich als nichtbinär und trans maskulin und nutzt die Pronomen er/ihm und sier/siem. Er ist Mitglied beim Phantastik-Autoren-Netzwerk.

## Werke
- Wainwood House - Rachels Geheimnis. cbj, München 2013, ISBN 978-3-570-15759-6
- Berlin – Rostiges Herz. Amrûn, Traunstein 2018, ISBN 978-3-95869-373-9
- Berlin – Magische Knochen. Amrûn, Traunstein 2021, ISBN 978-3-95869-412-5
- A Midsummer’s Nightmare. Droemer Knaur, München 2024, ISBN 978-3-426-53017-7

### Herausgeberschaft
- Urban Fantasy Going Queer. Mit Aşkın-Hayat Doğan, Salach 2021, ISBN 978-3-945045-54-1